# Хронологія Венеційської республіки
В статті наведено детальну хронологію історії Венеційської республіки від легендарного заснування міста в V столітті до ліквідації Республіки Наполеоном 1797 році.

## V століття
- 421 — згідно з легендою місто Венеція була заснована в п'ятницю 25 березня «опівдні» трьома консулами з Падуї, що заснували торговий пункт на островах Ріальто та церкву, присвячену Святому Якову.
- 452 — Аттіла на чолі гунів вторгається в Італію та грабує сусідню Аквілею на материку, що збільшує поток біженців на острови Венеційської лагуни.
- 466 — Представники острівних громад збираються в Градо, щоб виробити просту систему самоврядування через щорічне обрання 12 трибунів.
- 476 — Падіння Західної Римської імперії після повалення останнього імператора Ромула Августула воєначальником східнонімецького походження Одоакром.
- 493 — король остготів Теодоріхом Великий, аріанський християнин, який отримав освіту в Константинополі вбиває Одоакра і встановлює на території Італії та Далмації Остготське королівство.

## VI століття
- 535 — Візантійський імператор Юстиніан I починає Війну з готами (535—554) з метою заволодіння Італією.
- 539 — імператором відвойована Равенна. Об'єднання острівних громад і Істрія входять до складу Візантійської імперії.
- 567 — Засновано Равеннський екзархат з центром у Равенні з трибуном, призначеним керувати морською Венецією.
- 568 — германське плем'я лангобардів на чолі з королем Альбойном вторгається в Італію зі сторони сучасної Угорщини. Велика кількість біженців тікає до островів у Венеційській лагуні

1. єпископ Павло з Альтіно чує «голос з неба», який наказує йому піднятися на вершину сусідньої вежі та дивитися на зірки в пошуках шляху, куди він має вести свою паству. Вони ведуть його до острова в центрі лагуни, пізніше названого Торчелло («маленькою вежею» на згадку про ту, на яку піднявся єпископ).
2. жителі Аквілеї та їхній архієпископ знайшли притулок на острові Градо. Традиційно вважалось, що єпископський престол в Аквілеї був заснований святим Марком, тому його перенесення мало важливе символічне значення. Після переселення, єпископ став носити носить титул патріарха Градо
3. мешканці Конкордії-Саджиттарії тікають до Каорле
4. жителі Падуї втікають до поселення Маламокко на острові Лідо

## VII століття
- 639 — лангобарди захоплюють Одерцо, жителі якого біжать до Читтанови, яка перейменована на Ераклею на честь тогочасного візантійського імператора Іраклія.
- 697 — Згідно з легендою, загальні збори всього населення лагун скликаються патріархом Градо в Ераклеї та обирають єдиного правителя замість дванадцяти трибунів — Паоло Лучіо Анафесто (яким, швидше за все, є Павло, екзарх Равеннський). Його резиденцією стає Ераклея. Цього ж року на острові Торчелло освячено новозбудовану Базиліку Санта-Марія-Ассунта.

## VIII століття
- 712 — король лангобардів Лютпранд займає Равенну, але її знову відвойовують візантійці.
- 726 — візантійський імператор Лев III оголошує політику іконоборства. Громади лагуни не підтримують її і піднімають повстання.
- 726 або 727 — Павло, екзарх Равенни, убитий; за легендою, так само убито правителя провінції Марчелло. Головою 12 трибунів обирається Орсо з Ераклеї. Йому присвоюють титул «dux» (що на місцевому діалекті перетворюється на «дож»). Орсо — перший суверенний дож Венеції (третій за легендарним списком, який почався в 697 році), що отримав від візантійського імператора титул «Іпато» або консул.
- 737 — вбивство дожа Орсо Іпато та початок п'ятирічного «Міжцарів'я»
- 742 — Теодато Іпато, син дожа Орсо Іпато, обраний наступним дожем. Він переносить свою резиденцію уряду з континентальної Ераклеї в поселення Маламокко на острів Лідо, яке, як вважалось, було легше захищати від нападників з материка. Він править як суверен.
- 751 — захоплення Равенни лангобардами під керівництвом короля Айстульфа поклало кінець Равеннському екзархату. Сам екзарх був убитий.

1. повалено останнього франкського монарха з династіхї Меровінгів, Хільдеріка III, новим королем обрано Піпіна Короткого, засновника династії Каролінгів

- 753 — Піпін Короткий, син Карла Мартела (і батько Карла Великого), вторгається в Італію на запрошення папи Стефана II і підкорює Лангобардське королівство
- 755 — дож Теодато Іпато скинутий і осліплений його наступником, дожем Галла Лупіано
- 756

1. Дож Галла Лупіано скинутий і осліплений дожем Доменіко Монегаріо
2. Франки, вигнавши лангобардів, дарують територію колишнього візантійського Равеннського екзархату Папі Римському, який претендує на посаду Равеннського екзарха для себе.

- 764

1. для обмеження влади дожа, і щоб підтримувати необхідні добрі відносини як з Візантійською імперією, так і з франками, щорічно обираються два трибуни. Дож Доменіко Монегаріо, який звинувачується двома трибунами, скидається, осліплений і вигнаний;
2. Мауріціо Гальбайо, відомий ераклеєць, який стверджує, що походить від імператора Гальби, обраний дожем

- 778 — дож Мауріціо Гальбайо зробив свого сина Джованні своїм співправителем, таким чином дозволяючи йому стати наступником свого батька без народної санкції чи схвалення своїх підданих
- бл.780 — острови навколо Ріальто поступово заселяються постійними поселеннями, а на острові Оліволо (сучасний Острів Сан-П'єтро ді Кастелло біля Арсеналу) перебудовують каплицю Святих Вакха і Сергія і переосвячують як собор Святого Петра. Він залишався кафедральним собором Венеції протягом тисячі років, поки місто не було окуповано Наполеоном наприкінці XVIII століття.

1. Дож Мауріціо Гальбайо призначає свого шістнадцятирічного племінника Христофора єпископом Оліволо, а коли патріарх Градо відмовляється висвятити його, венеційська флотилія атакувала Градо, і літнього патріарха Градо вбили, скинуши з вежі. Новий патріарх Градо, Фортунат, тікає у вигнання до двору Карла Великого в Аахені

## IX століття
- 803 — Опозиція родині Гальбайо змушує дожа Джованні Гальбайо разом із сином Крістофером втекти до Мантуї
- 804

1. Обелеріо дельї Антенорі обраний дожем і негайно робить співправителем свого брата Беато
2. Патріарх Градо у вигнанні Фортунат повертається до Венеції з двору Карла Великого в Аахені і пропонує, щоб в обмін на його відновлення в Градо та прийняття дожем влади Карла Великого (який був коронований імператором Заходу) Папою на Різдво 800 р. н. е.) венеційці могли розраховувати на захист франків, коли це було необхідно. Дож Обелеріо дельї Антенорі приймає цю пропозицію.

- 805

1. 25 грудня (Різдво) — дож Обелеріо дельї Антенорі та його брат Беато вшановують Карла Великого в Аахені
2. Дож Обелеріо Антенорео бере собі франкську наречену Каролу, першу догарессу

- 809

1. венеційське визнання Карла Великого імператором Заходу розглядається як зрада з боку східного імператора в Константинополі, і візантійський флот пливе вгору по Адріатиці та атакує франкську флотилію в порту Комаккіо, розташованому на південь від венеційської лагуни. Він зазнає поразки.
2. Дож Обелеріо та його брат Беато приєднують до спільного правління ще одного брата, Валентино. Це крок переповнює терпіння венеційців, які повстають проти них. Обелеріо закликає сина Карла Великого, короля Італії Піпіна, посадженого в Равенні, втрутитися від їхнього імені, як було обіцяно в угоді 804 року.

- 810

1. король Італії Піпін зі своєю армією та кавалерією вирушає зі своєї столиці Равенни, щоб вторгнутися у венеційську столицю Маламокко, розташовану на Лідо. Але жителі лагуни чинили запеклий опір під керівництвом Анджело Партичипаціо з Ріальто. Облога триває шість місяців, і армія Піпіна спустошена хворобами місцевих боліт і змушена відійти. Через кілька місяців Піпін помирає
2. Дожа Обелеріо скидають, і на його місце вибирають Анджело Партичипаціо, який захистив Венецію.
3. Колишній дож Обелеріо дельї Антенорі проводить наступні два десятиліття у вигнанні в Константинополі

- 811 — Анджело Партичипаціо є восьмим венеційцем, який отримав титул дожа. Його будинок на лівому березі Ріальто на нинішньому Кампієлло де ля Касон (Campiello de la Cason) стає першим Палацом дожів у Венеції і незабаром був перебудований у камені на своєму сучасному місці на березі Гранд-канала поруч із каплицею Святого Теодора, яка стояла на місці, яке зараз займає Базиліка Святого Марка.
- 827 — Джустініано Партичипаціо обрано дожем
- 828 — до Венеції прибувають мощі святого євангеліста Марка, викрадені з Александрії в Єгипті купцями Боно з Маламокко та Рустіко з Торчелло.
- 829 — Джованні I Партичипаціо обрано дожем
- 832 — колишній дож Обелеріо дельї Антенорі повертається з двох десятиліть вигнання в Константинополі з групою вірних людей, щоб повернути дожство. Він висаджується у Відгілії, поблизу Маламокко, але законний дож Джованні Партичипаціо руйнує два міста та вбиває Обелеріо дельї Антенорі, якому відрубають голову і демострують її на ринку.
- 836 — Джованні I Партичипаціо був заарештований і змушений прийняти чернечий стан
- 839 — венеційський флот проводить військові операції проти хорватів на чолі з Міславом Хорватським, які підписують мирний договір з дожем П'єтро Традоніко[1][2]
- 840 — військовий напад П'єтро на Нарентійців зазнає невдачі[1]
- 841 — Венеційська республіка посилає флот з 60 галер (кожна з яких перевозить 200 чоловік), щоб допомогти візантійцям вибити арабів з Кротоне, але зазнає невдачі.
- 846 — нарентійці вторгаються у саму Венецію та здійснюють набіг на сусіднє місто-лагуну Каорле[1].
- 864 — Орсо I Партичипаціо обраний дожем
- 881 — Джованні II Партичипаціо йде у відставку через поганий стан здоров'я
- 887 — нарентійці розгромили венеційців біля міста Макарска, убивши венеційського дожа П'єтро I Кандіано у відкритому бою. венеційці починають платити князю Бранимиру (879—892) щорічну данину за право подорожувати та торгувати в Адріатичному морі[1]
- 888 — П'єтро Трібуно обрано дожем

## X століття
- 912 — Орсо II Партісіпаціо обраний дожем
- 932 — П'єтро II Кандіано обраний дожем
- 939 — П'єтро Партичипаціо обрано дожем
- 942 — П'єтро III Кандіано обраний дожем
- 948 — з ослабленням Візантії Венеція почала бачити в Рагузі суперника, якого потрібно взяти під свій контроль, але спроба завоювати місто провалилася[3].
- 959 — П'єтро IV Кандіано замкнений і спалений у своєму палаці разом із сином.
- 976 — П'єтро I Орсеоло пішов у відставку, щоб стати камальдольським відлюдником в абатстві Сант-Мігель-де-Кукса в Піренеях
- 978 — Вітале Кандіано обрано дожем
- 979 — Трибуно Меммо обрано дожем
- 991 — П'єтро II Орсеоло роздав більшу частину свого багатства бідним і церкві та пішов у монастир.
- 996 — венеційський дож П'єтро II Орсеоло після кількох вторгнень у венеційські міста припиняє сплачувати данину неретвянським піратам.

## XI століття
- 1000 — потужний флот під командуванням дожа П'єтро II Орсеоло рушає до Істрії та Далмації для боротьби з неретвянськими піратами, які були остаточно переможені. Найкривавішим збройним зіткненням під час експедиції стала битва біля Ластово.
- 1009 — Отто Орсеоло заарештований і з поголеною бородою висланий до Константинополя за непотизм. Він був батьком короля Угорщини Петра Орсеоло.
- 1026 — П'єтро Барболано зрікся престолу під сильним тиском, щоб відновити Отто Орсеоло
- 1032 — Доменіко Флабаніко обрано дожем
- 1043 — Доменіко Контаріні обрано дожем
- 1071 — Доменіко Сельво обрано дожем
- 1082 — візантійський імператор Олексій I Комнін, потребуючи допомоги венеційського флоту, надає їм значні торговельні поступки в межах своєї імперії у Золотій буллі (хризобулі).
- 1084

1. дож Доменіко Сельво особисто очолює флот проти норманів, але зазнає поразки та втрачає 9 великих галер, найбільших і найбільш озброєних кораблів венеційського військового флоту. Того ж року через народне повстання його скинули до монастиря, де він помер через три роки
2. Вітале Фальєро обраний дожем

- 1099 — Базиліка Святого Марка освячена в присутності імператора Священної Римської імперії Генріха IV
- 1096

1. починається Перший хрестовий похід
2. Вітале I Мікеля обирають дожем

## XII століття
- 1102 — Орделафо Фальєро обрано дожем
- 1104 рік — традиційна дата початку будівництва постійного Арсеналу
- 1105 — велика пожежа у Венеції
- 1110 — Орделафо Фальєро особисто командує венеційським флотом із 100 кораблів, щоб допомогти Балдуїну I Єрусалимському в захопленні міста Сідон
- 1116: 15 липня — дож Орделафо Фальєро перемагає війська угорського короля Стефана II, які прибули, щоб звільнити Зару, а інші міста Далмації капітулювали перед Венецією.
- 1117 — угорський король Стефан II повертає Далмацію під свою владу, поки венеційці перебувають у морській експедиції, дож Орделафо Фальєро гине в битві біля Зари; Доменіко Мікеле обирається дожем, щоб його наступити, відвойовує територію та погоджується на 5-річне перемир'я.
- 1122 р. — візантійський імператор Іоанн II Комнін відмовляється відновити торгові права, надані Олексієм I у 1082 р. венеційський флот здійснює набіги на грецьке узбережжя у відповідь, поки права не будуть повторно підтверджені в 1125 році.
- 1130 — П'єтро Полані обрано дожем
- 1143 р. — засновано Венеційську комуну (Commune Veneciarum).
- 1148 — Доменіко Морозіні обрано дожем
- 1156 — Віталь II Мікеле обраний дожем
- 1171 — візантійський імператор Мануїл I Комнін виганяє всіх венеційців з Константинополя. Початок війни, яка триває безрезультатно, поки відносини не нормалізуються бл. 1180
- 1172

1. засновано Велику раду Венеції (Maggior Consiglio)
2. Себастьяно Зіані обраний дожем

- 1177 — Папа Олександр III примирився з імператором Фрідріхом Барбароссою в Базиліці Святого Марка завдяки посередництву дожа Себастьяно Зіані
- 1178 — Оріо Мастроп'єро обрано дожем
- 1182 — різанина латинян у Константинополі
- 1183 — далматинське місто Зара повстає проти венеційського панування
- 1192 — Енріко Дандоло обрано дожем і став першим дожем, який дав присягу дожа (promissione ducale).

## XIII століття
- 1202 — 23 листопада, під час Четвертого хрестового походу хрестоносці та венеційці відвоювали Зару. Не маючи можливості зібрати достатньо коштів, щоб заплатити своїм венеційським підрядникам, хрестоносці погодились відвоювати місто для Венеції
- 1203 — Четвертий хрестовий похід спрямований до візантійської столиці, Константинополя, на прохання візантійського імператора
- 1204 —в квітні захоплення і пограбування Константинополя хрестоносцями та венеційцями. Візантійську імперію змінила Латинська імперія (Partitio terrarum imperii Romaniae) на території якої Венеція отримала великі торгові переваги. Дож Енріко Дандоло отримує титул лорда чверті з пів чвертю Римської імперії. Венеція захоплює і вивозить з Константинополя квадригу Святого Марка
- 1205 — П'єтро Дзіані обраний дожем
- 1211 — острів Кандія (Крит) приєднаний до Венеції
- 1229

1. Дожем обрано Якопо Тьєполо
2. Заснування Сенату (Consiglio dei Pregadi)

- 1249 — Маріно Морозіні обрано дожем
- 1252 — Реньєро Дзено обраний дожем
- 1256 — початок першої війни проти Генуї, «Війни Святого Сави», яка тривала до 1270 р.
- 1261 — Відвоювання Константинополя Нікейською грецькою імперією та відновлення Візантійської імперії
- 1263 — перемога Венеції над генуезцями та візантійцями в Битві біля Сеттепоцці
- 1264 — Генуезці захоплюють венеційський торговий конвой у Битві при Сасено.
- 1266 — перемога Венеції над генуезцями в Битві біля Трапані
- 1268

1. Лоренцо Тьєполо обрано дожем
2. Десятирічний мирний договір з Візантією надає Венеції торгові привілеї.

- 1271 — Марко Поло вирушає до Катай
- 1275 — Якопо Контаріні обрано дожем
- 1277 — Дворічний мирний договір з Візантією надає Венеції торгові квартали в Константинополі та Фессалоніках.
- 1280 — Джованні Дандоло обрано дожем
- 1284 — викарбувано перший золотий дукат, який з 1554 року буде відомий як цехін
- 1289 — П'єтро Граденіго обрано дожем
- 1294 р. — відновлення військових дій з Генуєю. Невдала для венеції Війна Курцоли тривала до 1299 року
- 1295

1. Повернення Марко Поло з Катая
2. П'єтро Граденіго послав флот з 68 кораблів атакувати генуезький флот в Александретті

- 1297 — 28 лютого законодавчо закривається Велика рада Венеції (Maggior Consiglio)
- 1298 — Марко Поло потрапив у полон під час Битви біля Курцоли, коли генуезький флот під командуванням Ламба Доріа увійшов в Адріатику і наблизився до самої Венеції, загрожуючи венеційським лініям постачання. В найбільшій битві цієї війни біля острова Курцола (сучасна Колрчула, Хорватія) генуезький флот Ламба Доріа завдав венеційцям розгромної поразки, зумівши потопити 65 із 95 венеційських суден, при цьому 9 000 венеційців загинули, а ще 5 000 було захоплено в полон, серед них адмірал Андреа Дондоло (син венеційського дожа Джованні Дондоло).
- 1299 — П'єтро Граденіго посилає флот із 100 кораблів атакувати генуезців

## XIV століття
- 1304 — соляна війна з Падуєю
- 1310 — 14 червня — змова Баямонте Тьєполо та Марко Керіні придушена. Для суду над винними створена Рада десяти (Consiglio dei Dieci)
- 1311 — Маріно Зорзі обрано дожем
- 1312 — Джованні Соранцо обрано дожем
- 1328 — Франческо Дандоло обрано дожем
- 1337 — придбано Серрвалле
- 1339:

1. Бартоломео Граденіго обрано дожем
2. Тревізо захоплене у Скалігерів
3. Придбано Бассано дель Граппа

- 1342 — Андреа Дандоло обрано дожем
- 1345 — починається облога Задара, яка тривала до 1346 року і завершилась підкоренням міста Венеції.
- 1348 — епідемія чуми «Чорна смерть» починає поширюватися у Венеції, вбиваючи половину населення
- 1350 — почалася Війна за протоки з Генузькою республікою, яка тривала до 1355 року. Венеція вступила в союз з візантійцями та пізанцями
- 1354 — Марино Фальєро обрано дожем і визнано винним у державній зраді після невдалої спроби повалити республіканське правління 17 квітня. Його страчують і засуджують до damnatio memoriae
- 1355 — Джованні Граденіго обрано дожем
- 1356 — Джованні Дольфін обраний дожем
- 1361 — Лоренцо Цельсі обрано дожем
- 1363 — на Криті спалахує антиколоніальне повстання, для придушення якого були потрібні значні військові сили та п'ять років
- 1365 — Марко Корнаро обрано дожем
- 1367 — Андреа Контаріні обрано дожем
- 1368 — розпочинається війна за Трієст, щоб забезпечити адріатичні торгові шляхи. Війна закінчується в 1370 році
- 1378 — початок четвертої й останньої венеційсько-генуезької війни, «Війни Кіоджі», яка тривала до 1381 року.
- 1380

1. венеційці знищили генуезький флот у Битві за Кіоджу
2. придбано місто Одерзо

- 1381 — завершення війни за Кіоджу Туринським миром 8 серпня
- 1382 — Мікеле Морозіні обрано дожем
- 1382 — Антоніо Веньєр обраний дожем
- 1388 — Тревізо переходить під постійний контроль Венеції
- 1389 — 19 грудня — єпископське графство Сенеда, яке включає Конельяно, мирно підкоряється венеційському правлінню.

## XV століття
- 1400 — Мікеле Стено обраний дожем
- 1404 — Венеція поширює свою владу на Віченцу, Беллуно та Фельтре.
- 1405 — Венеція придбала Віченцу, Верону, Падую та Есте.
- 1409 — Ладислав Неаполітанський продає Венеції свої «права» на Далмацію за 100 000 дукатів. Далмація з деякими перервами залишатиметься під венеційським пануванням майже чотири століття, до 1797 року.
- 1410 — Венеція має флот з 3300 кораблів (укомплектований командами в складі 36 000 чоловік), а її армії контролюють більшу частину Венето, включаючи такі важливі міста, як Верона та Падуя.
- 1413 — Томмазо Моченіго обрано дожем
- 1420

1. Венеція завойовує Аквілейський патріархат
2. придбані Трау, Спалато, Дураццо та інші міста Далмації

- 1423

1. Франческо Фоскарі обрано дожем
2. серпень — Договір у Свєті-Срдж завершує Другу Скутарську війну з Сербським деспотатом

- 1425 — початок війни проти Філіппо Марії Вісконті з Мілана
- 1426

1. Вучитрнський договір підтверджує домовленості про завершення Другої Скутарської війни
2. Брешія стає володінням Венеції

- 1428 — Бергамо стає володінням Венеції
- 1446 — Республіка бореться з лігою, сформованою Міланом, Флоренцією, Болоньєю та Кремоною
- 1453: 29 травня — Константинополь захоплено турками-османами, але Венеції вдається зберегти колонію в місті та деякі з колишніх торговельних привілеїв, які вона мала за візантійців.
- 1454

1. Турки-османи надають венеційцям доступ до своїх портів і права торгівлі
2. Лодійський мир підтверджує венеційське панування аж дорічки Адда в Ломбардії
3. 30 серпня у Венеції створено Італійську лігу — коаліцію між трьома найпотужнішими державами Північної Італії — Венеційською республікою, Міланським герцогством та Флорентійською республікою, а також державами Центральної та Південної Італії — Папською областю і Неаполітанським королівством.

- 1457 — Паскуале Маліп'єро обрано дожем після того, як дож Франческо Фоскарі був змушений зректися престолу Радою десяти
- 1462 — Крістофоро Моро обрано дожем
- 1463 — початок Першої османсько-венеційської війни (1463–79 рр.)
- 1471 — Ніколо Трона обрано дожем
- 1473 — Ніколо Марчелло обрано дожем
- 1474 — П'єтро Моченіго обрано дожем
- 1476 — Андреа Вендрамін обраний дожем

- 1478 — Джованні Моченіго обрано дожем
- 1479 — 24 січня підписано Константинопольський договір, остаточно укладаючи мир з турками-османами. Венеція повинна поступитися Аргосом, Негропонтом, Лемносом і Скутарі і платити щорічну данину в 10 000 золотих дукатів. У вересні сенат відправляє художника Джентіле Белліні до нової столиці Османської імперії, Константинополя, як культурного посла
- 1481 — Венеція повертає Ровіго, який вона утримувала раніше з 1395—1438 років
- 1482 — Венеція об'єдналася з папою Сікстом IV у його спробі завоювати Феррару, виступаючи проти Флоренції, Неаполя, Мілана та Ерколе д'Есте
- 1484 — мирний договір між Венецією та турками-османами підтверджено наступником Мехмеда II, Баязидом II, з мирним обміном островів Закінф і Кефалонія між двома державами
- 1485 — Марко Барбаріго обрано дожем
- 1486 — Агостіно Барбаріго обрано дожем
- 1488 — португальський дослідник Бартоломеу Діаш обігнув мис Доброї Надії, забезпечивши європейцям прямий морський шлях до Індійського океану
- 1489 — лютий — Катерина Корнаро, вдова останнього короля Якова II, добровільно передає Венеції Кіпр
- 1492 — Христофор Колумб відкриває Америку; головні європейські торгові центри починають віддалятися від Середземномор'я
- 1495 — В обмін на фінансову підтримку, надану Республікою Неаполітанському королівству проти Франції, Венеція отримує від Фердинанда II Неаполітанського деякі порти на узбережжі Апулії: Трані, Мола ді Барі (де замок залишається нескореним), Монополі, Бріндізі, Отранто, Галліполі.
- 1498 р. — португалець Васко да Гами відкриває морський шлях з Європи до Індії, що знищило монополію Венеції на сухопутні шляхи над східною торгівлею.
- 1499 — Венеція об'єднується з королем Франції Людовиком XII проти Мілана, отримавши Кремону. **Початок Другої османсько-венеційської війни, коли османський султан атакує Лепанто. Венеційський флот під командуванням Антоніо Грімані, більше бізнесмена і дипломата, ніж моряка, зазнає поразки від османського флоту в Битві при Дзонкйо

## XVI століття
- 1501 — Леонардо Лоредан обраний дожем
- 1508 — Бажаючи захопити частину материкових володінь Венеції, усі сусідні держави об'єднуються в Камбрейську лігу під проводом папи Юлія II
- 1509 — Венеція бере участь у різноманітних військових діях

1. 14 травня: Венеція зазнає нищівної поразки в битві при Аньяделло в Гіара-д'Адда, що ознаменувало собою один із найделікатніших моментів історії Венеції. Французькі та імперські війська окупували Венето, але Венеції вдається вирватися дипломатичними зусиллями
2. Липень: Андреа Грітті повертає Падую, успішно захищаючи її від обложених імперських військ. Іспанія та Папа розривають союз із Францією, і Венеція повертає собі Брешію та Верону у Франції

- 1515 — Венеція уклала союз із Францією та розгромила імператорських та швейцарських солдатів у битві при Маріньяно
- 1514: 10 січня — велика пожежа в Ріальто
- 1516 — заснування Венеційського гетто
- 1521 — Антоніо Грімані обрано дожем
- 1523 — Андреа Грітті обрано дожем
- 1530 — Кінець венеційського панування в портах Апулії в Мола ді Барі, Монополі, Трані, Бріндізі, Отранто та Галліполі, Апулія.
- 1537 — Початок Третьої османсько-венеційської війни, яка тривала до 1540 року. Османи безуспішно облягають Корфу
- 1538 — П'єтро Ландо обрано дожем
- 1545 — Франческо Донато обрано дожем
- 1553 — Маркантоніо Трівізан обраний дожем
- 1554 — Франческо Веньє обрано дожем
- 1556 — Лоренцо Пріулі обрано дожем
- 1559 — Джироламо Пріулі обрано дожем
- 1563 — Населення Венеції впало приблизно до 168 000 осіб
- 1567 — П'єтро Лоредан обраний дожем
- 1569

1. п'ять банків збанкрутували
2. 13/14 вересня — пожежа в Арсеналі

- 1570 — Альвізе I Моченіго обраний дожем. Початок Кіпрської війни (1570–73) після нападу османів на Кіпр. Утворення Священної ліги, що включає Венецію, Іспанію та Папство
- 1571 рік

1. 1 серпня — Фамагуста здається османам. Згодом з венеційського захисника Маркантоніо Брагадіна живцем здирають шкіру
2. 7 жовтня — християнський флот перемагає турків у Битві при Лепанто, але союзники не скористаються їхньою перемогою.

- 1573 — втрата Кіпру ратифікована миром 1573 року
- 1575 — населення Венеції становить близько 175 000 осіб
- 1575—1577 — Бубонна чума вражає Венецію, вбиваючи близько 25 % населення[4]
- 1577 — Себастьяно Веньєр обраний дожем
- 1578 — Ніколо да Понте обрано дожем
- 1581 — населення Венеції скоротилося приблизно до 124 000 осіб
- 1585 — Паскуаль Чіконья обраний дожем
- 1588 — 9 червня закладено перший камінь мосту Ріальто
- 1591 — завершено будівництво мосту Ріальто
- 1595 — Маріно Грімані обрано дожем

## XVII століття
- 1605 — конфлікт між Венецією та Святим Престолом починається з арешту двох членів духовенства, винних у дрібних злочинах, і з закону, що обмежує право Церкви користуватися та купувати земельну власність
- 1606 рік

1. Антиклерикаліст Леонардо Донато обраний дожем
2. Папою накладено венеційський інтердикт

- 1607 — Венеційський інтердикт знято через заступництво Франції перед Папою Римським
- 1609 — Галілео Галілей дарує Венеції телескоп
- 1612 — Маркантоніо Меммо обрано дожем

1615 рік
1. Джованні Бембо обрано дожем
2. Починається війна Градишки проти піратів-ускоків, яка тривала до 1617 року

- 1617 — іспанський віце-король Неаполя намагається зламати венеційське домінування, відправивши морську ескадру в Адріатику, і зазнає невдачі
- 1618 рік

1. Ніколо Донато обрано дожем
2. Антоніо Пріулі обраний дожем

- 1623 — Франческо Контаріні обрано дожем
- 1624 — Джованні I Корнаро обраний дожем
- 1630 рік

1. Ніколо Контаріні обрано дожем
2. У Венеції спалахує чума

- 1631 рік

1. Франческо Еріццо обраний дожем
2. У Венеції чума закінчилася 50 000 смертей — майже третиною населення. Як обітницю за порятунок міста від чуми, Венеція будує церкву Богоматері Здоров'я (Santa Maria della Salute)

- 1638 — поки венеційський флот крейсує біля Криту, берберський корсарський флот, що складається з 16 галер з Алжиру та Тунісу, входить в Адріатику
- 1645 — початок Критської війни (1645–69) між Венецією та турками-османами. Хоча Венеція загалом переважає на морі, її сили не в змозі перешкодити туркам висадитися та завоювати значну частину Криту, ані вибити їх після
- 1646 — Франческо Молін обраний дожем
- 1647: серпень–вересень — османи обложили Себеніко (нині Шибеник, Хорватія), але не змогли його взяти
- 1648 — Під час Критської війни венеційський командир Леонардо Фосколо захоплює кілька фортів у Даламтії, відвойовує Новіград, тимчасово захоплює фортецю Кнін і зумів змусити гарнізон фортеці Кліс здатися.
- 1655 — Карло Контаріні обрано дожем
- 1656 рік

1. Франческо Корнаро обраний дожем
2. Дожем обрано Бертуччо Вальєро

- 1658 — Джованні Пезаро обраний дожем
- 1659 — Доменіко II Контаріні обрано дожем
- 1666 — Експедиція з повернення Ханьї зазнала невдачі
- 1669 — Спроба зняти облогу Кандії спільними діями на суші з французьким контингентом і морем під Моченіго зазнала невдачі. Кінець Критської війни (1645–69) Венеція втратила Крит
- 1674 — Ніколо Сагредо обрано дожем
- 1676 — Альвізе Контаріні обрано дожем
- 1683 — Маркантоніо Джустініан обраний дожем
- 1684 р. — Венеція, враховуючи нещодавню поразку османів під час облоги Відня, уклала союз з Австрією проти Османської імперії. Початок Морейської війни, частини Великої турецької війни, яка тривала до 1699 року
- 1688 рік

1. Франческо Морозіні обрано дожем
2. Морозіні не вдається захопити Негропонте

- 1694 — Сільвестро Вальєро обрано дожем
- 1699 — Велика турецька війна закінчується Карловицьким миром. Венеція робить значні територіальні завоювання в південній Греції

## XVIII століття
- 1700 — Альвізе II Моченіго обраний дожем
- 1709 — Джованні II Корнаро обрано дожем
- 1714 — у грудні Османська імперія оголосила війну Венеції. Почався сьомий і останній конфлікт між двома державами.
- 1715 — величезна османська армія під командуванням великого візира Силахдара Дамат Алі-паші захоплює Морею
- 1716 — успішна оборона Корфу від османської облоги. Втручання Австрії знімає тиск на венеційців, але вони не можуть повернути свої втрачені володіння
- 1717 — виконання Джудіти тріумфує ораторію Антоніо Вівальді, замовлену Республікою для алегоричного святкування оборони Корфу
- 1718: 21 липня — Пассаровіцький договір — Австрія отримує значні територіальні здобутки, але Венеція втрачає Морею, за що невеликою компенсацією є невеликі здобутки в Албанії та Далмації, де венеційці отримали територію до сучасного боснійсько-хорватського кордону, зокрема все Синьське Поле та Імотський
- 1722 — Себастьяно Моченіго обрано дожем
- 1732 — Карло Рузіні обрано дожем
- 1735 — Альвізе Пізані обраний дожем
- 1741 — П'єтро Грімані обрано дожем
- 1744 — на Лідо розпочалися роботи з будівництва хвилерізу Мурацці для захисту лагуни від морських штормів
- 1752 — Франческо Лоредан обраний дожем
- 1762 — Марко Фоскаріні обрано дожем
- 1763 — Альвізе Джованні Моченіго обраний дожем
- 1779 — Паоло Реньє обрано дожем
- 1782 — Папа Пій VI відвідує Венецію разом із кількома князями Росії
- 1785 — Анджело Емо починає експедицію до північної Африки проти Берберських піратів. Його експедиція завершиться в 1786 році
- 1789 — Людовіко Манін обраний дожем. Зрештою він стане останнім дожем венеційської республіки
- 1796 — Прелюдія до падіння Республіки

1. Венеційська республіка більше не може захищати себе, оскільки її військовий флот нараховує лише 4 галери та 7 галіотів
2. Французькі війська займають венеційську державу до Адідже. Віченца, Кадоре і Фріулі утримуються австрійцями

- 1797 — падіння Республіки

1. 9 квітня — Наполеон погрожує Венеції війною
2. 1 травня — Доменіко Піццамано обстрілює французьке судно, що намагалось прорватись повз форти Лідо. Наполеон оголошує війну
3. 12 травня — Велика Рада (Maggior Consiglio) засідає в останній раз і схвалює пропозицію про передачу влади «системі запропонованого тимчасового представницького уряду», хоча кворуму немає: 512 проголосували «за». проти, 10, утрималися 5
4. 16 травня — Тимчасовий муніципальний уряд збирається в залі Великої ради. Попередні умови Леобенського миру стають ще жорсткішими в Кампоформійському договорі, і Венеція та всі її володіння стають австрійськими.
5. 18 жовтня — у Пассаріано підписана угода, яка змусила Людовіко Маніна зректися престолу, що призвело до припинення існування Венеційської республіки після більш ніж тисячі років

## Подальше читання
- George Henry Townsend (1867), Venetian Republic, A Manual of Dates (вид. 2nd), London: Frederick Warne & Co.